# 段泊岚镇
段泊岚镇是中国山东省青岛市即墨区下辖的一个镇。

## 行政区划
段泊岚镇下辖段泊岚一村、段泊岚二村、段泊岚三村、段泊岚四村、孙家后寨村、姜家庄村、毛家岭一村、毛家岭二村、毛家岭三村、毛家岭四村、石灰窑村、程戈庄一村、程戈庄二村、程戈庄三村、刘家营里村、栗林村、后埠村、官路埠村、槐树沟村、叶家宅科村、李哥庄村、东瓦一村、东瓦二村、东瓦三村、西瓦村、瓦前庄村、孟戈庄村、岚上村、毛埠村、三甲村、史家街村、东大于庄村、西大于庄村、王新庄村、岚埠村、毛戈庄村、郭家疃村、岭后村、岚西头村、东章嘉埠村、西章嘉埠村、姜家坡村。

## 人口
2010年中国第六次人口普查时，段泊岚镇共有人口28961人。共有家庭10209户，平均每户2.80人。14岁以下的少年儿童共4593人，占总人口15.85%；15-64岁人口共20169人，占总人口69.64%；65岁及以上的老年人共4199人，占总人口的14.49%。男性共计14572人，占总人口50.31%；女性共计14389，占总人口49.68%。本地居住的人口中，拥有本地户籍的人口为27334人，占94.38%。